# Dorfkirche Liebenthal

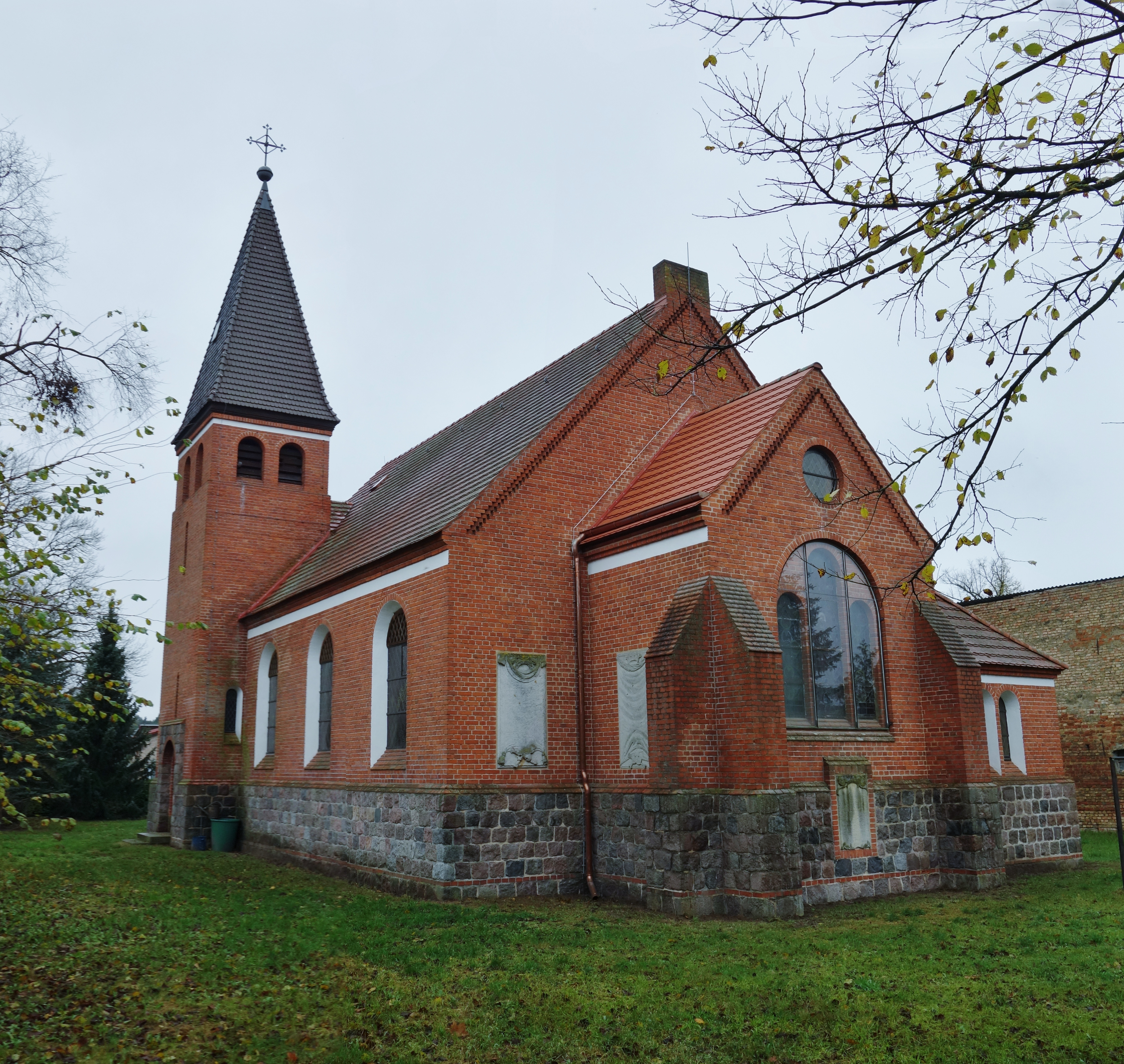
Dorfkirche Liebenthal

Die evangelische, denkmalgeschützte Dorfkirche Liebenthal steht in Liebenthal, einem Ortsteil der Stadt Liebenwalde im Landkreis Oberhavel in Brandenburg. Die Kirche gehört zum Pfarrsprengel Liebenwalde im Kirchenkreis Oberes Havelland der Evangelischen Kirche Berlin-Brandenburg-schlesische Oberlausitz.

## Beschreibung
Die neuromanische Saalkirche wurde 1897 aus Backsteinen auf einem Sockel aus Feldsteinen erbaut. Sie besteht aus einem Langhaus, einem gerade geschlossenen, eingezogenen Chor im Osten, der von Strebepfeilern gestützt wird, und einem Kirchturm, der im Westen in die Südwand des Langhauses eingezogen und mit einem hohen spitzen Helm bedeckt ist. Sein oberstes Geschoss beherbergt hinter den Klangarkaden den Glockenstuhl, sein Erdgeschoss im Süden das Portal.
Die polychrome Kirchenausstattung stammt bis auf das hölzerne Taufbecken, das 1794 geschaffen wurde, aus der Bauzeit. Die Orgel mit sechs Registern auf einem Manual und Pedal wurde 1897 von Albert Hollenbach gebaut und zuletzt 1999 überholt.